# Rivière-les-Fosses
Pour les articles homonymes, voir Rivière (homonymie).
Rivière-les-Fosses est une commune française située dans le département de la Haute-Marne, en région Grand Est.

## Géographie
| Le Val-d'Esnoms      | Le Val-d'Esnoms    |                    |
| Le Val-d'Esnoms      | Rivière-les-Fosses | Le Montsaugeonnais |
| Boussenois Côte-d'Or |                    |                    |

### Topographie
Rivière-les-Fosses se situe à 322 m d'altitude moyenne, sur l'une des dernières côtes sises au pied du plateau de Langres, et est limitrophe du département de la Côte-d'Or et de la région Bourgogne-Franche-Comté.
La commune se compose du village de Rivière et du hameau de Pressant, au sud-est.
Elle est bordée par de nombreux bois et cernée par les communes du Val-d'Esnoms, de Vaux-sous-Aubigny et de Boussenois.
Les villes les plus proches sont Selongey (9 km), Is-sur-Tille (21 km), Langres (sous-préfecture de la Haute-Marne, 29 km), Dijon (préfecture de la région Bourgogne-Franche-Comté, 42 km), et Chaumont (préfecture de la région Champagne-Ardenne, 65 km).

### Géologie
Les sols de Rivière-les-Fosses sont principalement calcaires.

### Hydrographie
La commune est dans le bassin versant de la Saône au sein du bassin Rhône-Méditerranée-Corse. Elle est drainée par la Coulange.
La Coulange, d'une longueur de 11 km, prend sa source dans la commune de Le Val-d'Esnoms et se jette  dans le Badin à Isômes, après avoir traversé quatre communes. 

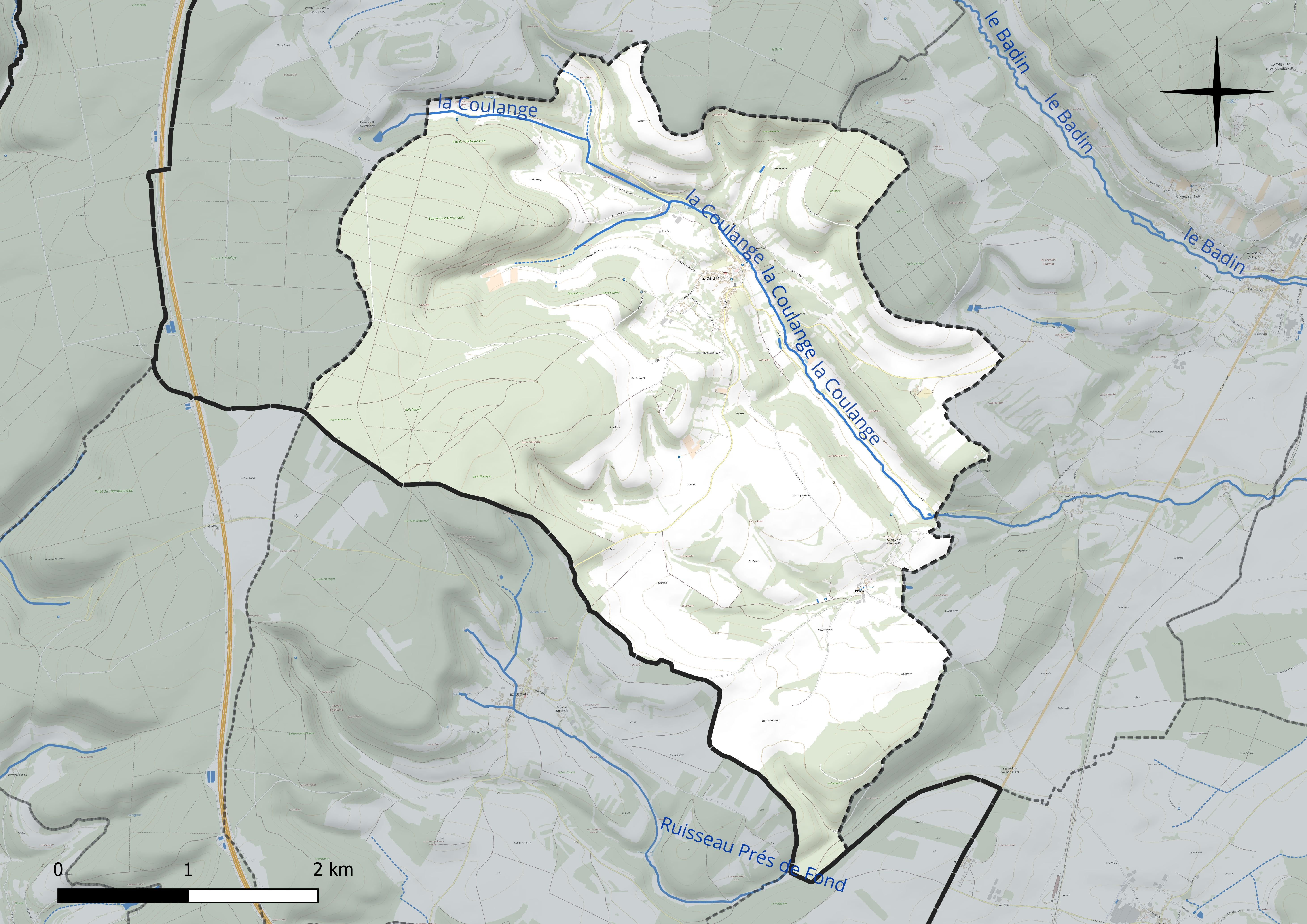
Réseau hydrographique de Rivière-les-Fosses.

### Climat
Pour des articles plus généraux, voir Climat du Grand Est et Climat de la Haute-Marne.
En 2010, le climat de la commune est de type climat des marges montargnardes, selon une étude du Centre national de la recherche scientifique s'appuyant sur une série de données couvrant la période 1971-2000. En 2020, Météo-France publie une typologie des climats de la France métropolitaine dans laquelle la commune est exposée à un climat océanique altéré et est dans la région climatique  Lorraine, plateau de Langres, Morvan, caractérisée par un hiver rude (1,5 °C), des vents modérés et des brouillards fréquents en automne et hiver. 
Pour la période 1971-2000, la température annuelle moyenne est de 10,1 °C, avec une amplitude thermique annuelle de 18 °C. Le cumul annuel moyen de précipitations est de 946 mm, avec 13,4 jours de précipitations en janvier et 8,8 jours en juillet. Pour la période 1991-2020, la température moyenne annuelle observée sur la station météorologique de Météo-France la plus proche, « Coublanc », sur la commune de Coublanc à 17 km à vol d'oiseau, est de 10,9 °C et le cumul annuel moyen de précipitations est de 926,7 mm. 
La température maximale relevée sur cette station est de 41 °C, atteinte le 25 juillet 2019 ; la température minimale est de −26 °C, atteinte le 9 janvier 1985,,. 
Les paramètres climatiques de la commune ont été estimés pour le milieu du siècle (2041-2070) selon différents scénarios d'émission de gaz à effet de serre à partir des nouvelles projections climatiques de référence DRIAS-2020. Ils sont consultables sur un site dédié publié par Météo-France en novembre 2022.

### Transports
Rivière-les-Fosses est traversée par les routes D 140A (Boussenois-Le Val-d'Esnoms), D 300 (Rivière-Choilley), et D 301 (Rivière-Dardenay), et desservie par l'A31 ( 5 Til-Châtel, Selongey, Is-sur-Tille) à 17 km.
Les haltes ferroviaires les plus proches sont celles de Vaux-sous-Aubigny (4,5 km), Prauthoy (5 km), Selongey (9,5 km), Longeau (13,7 km) et Échevannes (15,5 km).
L'aéroport le plus proche est celui de Dijon Bourgogne-Longvic, à 48 km.

## Urbanisme

### Typologie
Au 1er janvier 2024, Rivière-les-Fosses est catégorisée commune rurale à habitat dispersé, selon la nouvelle grille communale de densité à sept niveaux définie par l'Insee en 2022.
Elle est située hors unité urbaine. Par ailleurs la commune fait partie de l'aire d'attraction de Dijon, dont elle est une commune de la couronne,. Cette aire, qui regroupe 333 communes, est catégorisée dans les aires de 200 000 à moins de 700 000 habitants,.

### Occupation des sols
L'occupation des sols de la commune, telle qu'elle ressort de la base de données européenne d’occupation biophysique des sols Corine Land Cover (CLC), est marquée par l'importance des territoires agricoles (50,3 % en 2018), une proportion identique à celle de 1990 (50,3 %). La répartition détaillée en 2018 est la suivante : 
forêts (48,3 %), terres arables (30,7 %), prairies (13,7 %), zones agricoles hétérogènes (5,9 %), zones urbanisées (1,4 %). L'évolution de l’occupation des sols de la commune et de ses infrastructures peut être observée sur les différentes représentations cartographiques du territoire : la carte de Cassini (XVIIIe siècle), la carte d'état-major (1820-1866) et les cartes ou photos aériennes de l'IGN pour la période actuelle (1950 à aujourd'hui).

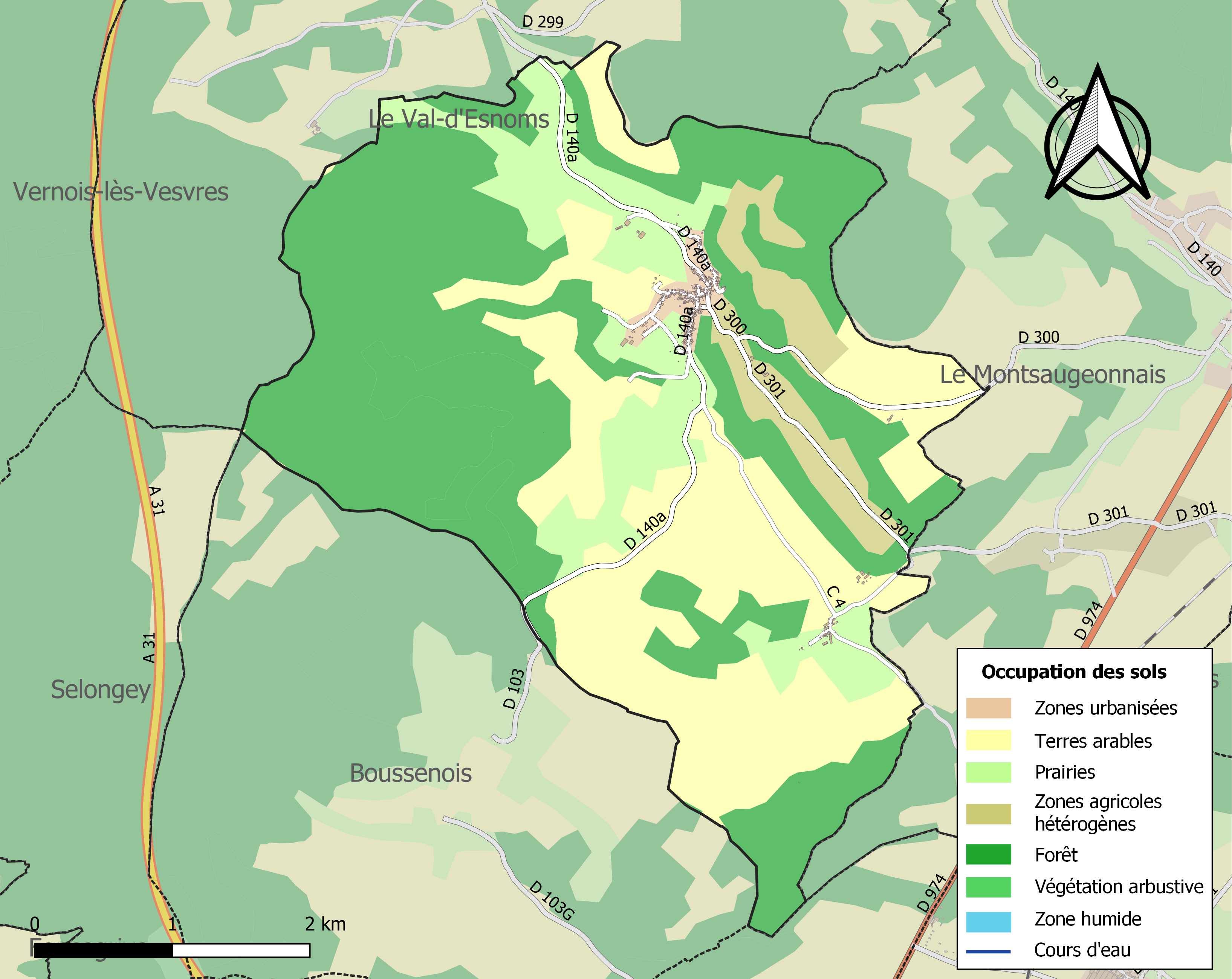
Carte des infrastructures et de l'occupation des sols de la commune en 2018 (CLC).

## Histoire
Les fouilles archéologiques du XIXe siècle ont mis au jour plusieurs anneaux de bras et de jambes, bracelets, boucles de ceintures, chaînes, ainsi qu'un pendeloque et une épingle, aujourd'hui conservés au musée d'archéologie nationale de Saint-Germain-en-Laye, attestant de l'occupation de l'espace rivèrois dès l'âge de fer.
 
Au Moyen Âge, Rivière-les-Fosses fait partie des trente-neuf seigneuries du bailliage viticole de Montsaugeon, comté placé sous l'autorité des évêques de Langres, jusqu'à la Révolution.

En 1209, Robert de Châtillon, évêque de Langres, fait don de l'église.

En 1594, les ligueurs sèment la terreur dans la région et massacrent les femmes et les enfants rivèrois.
  
À partir de 1793, le village dépend du canton de Courcelle et du district de Langres, puis, à partir de 1801, du canton de Prauthoy et de l'arrondissement de Langres.

En 1851, la nef de l'église est reconstruite, ainsi que son clocher, en 1880.

Au début du XXe siècle, le phylloxéra ravage les vignes rivèroises et sont remplacées par des cultures de houblon, jusque dans les années 1960.

## Politique et administration
| Période      | Période      | Identité            | Étiquette | Qualité |
| ------------ | ------------ | ------------------- | --------- | ------- |
| avant 1988   | ?            | Albert Vérillotte   |           |         |
| mars 1989    | mars 2001    | Julien Mielle       |           |         |
| mars 2001    | mars 2014    | Jean-François Roger |           |         |
| mars 2014    | juillet 2020 | Jérôme Barthélémy   |           |         |
| juillet 2020 | janvier 2021 | Henri Toussaint     |           |         |
| janvier 2021 | En cours     | Édith Sellal        |           |         |

## Population et société

### Démographie

#### Évolution démographique
L'évolution du nombre d'habitants est connue à travers les recensements de la population effectués dans la commune depuis 1793. Pour les communes de moins de 10 000 habitants, une enquête de recensement portant sur toute la population est réalisée tous les cinq ans, les populations de référence des années intermédiaires étant quant à elles estimées par interpolation ou extrapolation. Pour la commune, le premier recensement exhaustif entrant dans le cadre du nouveau dispositif a été réalisé en 2006.

En 2022, la commune comptait 184 habitants, en évolution de −8 % par rapport à 2016 (Haute-Marne : −4,62 %, France hors Mayotte : +2,11 %).
| 1793  | 1800 | 1806 | 1821 | 1831 | 1836 | 1841 | 1846 | 1851 |
| ----- | ---- | ---- | ---- | ---- | ---- | ---- | ---- | ---- |
| 1 000 | 822  | 921  | 834  | 800  | 755  | 755  | 760  | 780  |

| 1856 | 1861 | 1866 | 1872 | 1876 | 1881 | 1886 | 1891 | 1896 |
| ---- | ---- | ---- | ---- | ---- | ---- | ---- | ---- | ---- |
| 724  | 712  | 732  | 643  | 646  | 618  | 590  | 550  | 518  |

| 1901 | 1906 | 1911 | 1921 | 1926 | 1931 | 1936 | 1946 | 1954 |
| ---- | ---- | ---- | ---- | ---- | ---- | ---- | ---- | ---- |
| 472  | 460  | 451  | 408  | 383  | 324  | 304  | 306  | 279  |

| 1962 | 1968 | 1975 | 1982 | 1990 | 1999 | 2006 | 2011 | 2016 |
| ---- | ---- | ---- | ---- | ---- | ---- | ---- | ---- | ---- |
| 261  | 246  | 220  | 225  | 203  | 214  | 228  | 218  | 200  |

| 2021 | 2022 | - | - | - | - | - | - | - |
| ---- | ---- | - | - | - | - | - | - | - |
| 188  | 184  | - | - | - | - | - | - | - |

## Héraldique
| Armes de Rivière-les-Fosses | Les armes de Rivière-les-Fosses se blasonnent ainsi : De gueules à une fasce d'argent chargé de trois écussons d'azur. Elles appartiennent à la famille de Cussigny, seigneurs de Rivière-les-Fosses au XVIIe siècle. |

## Lieux et monuments

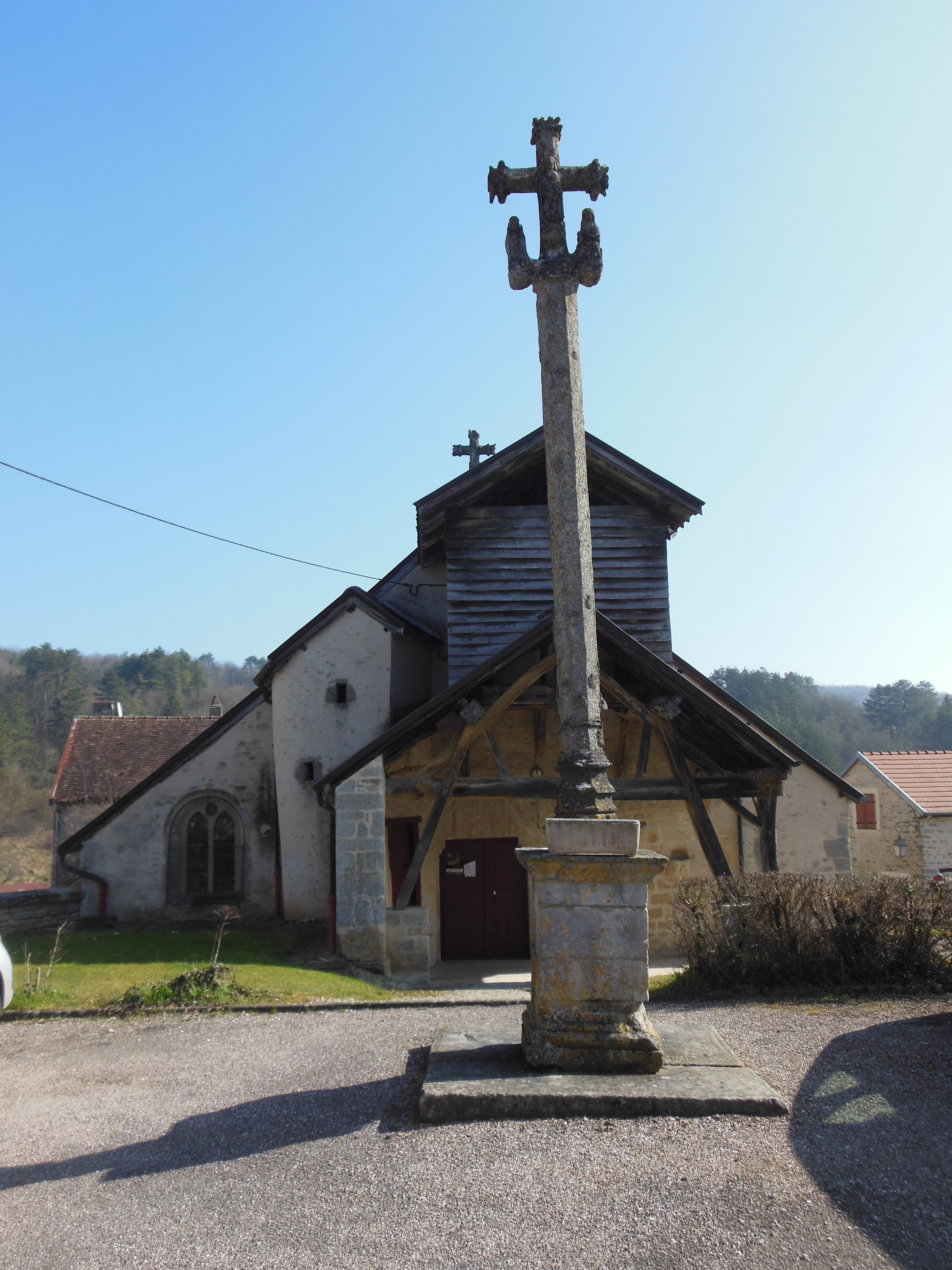
Croix (église).
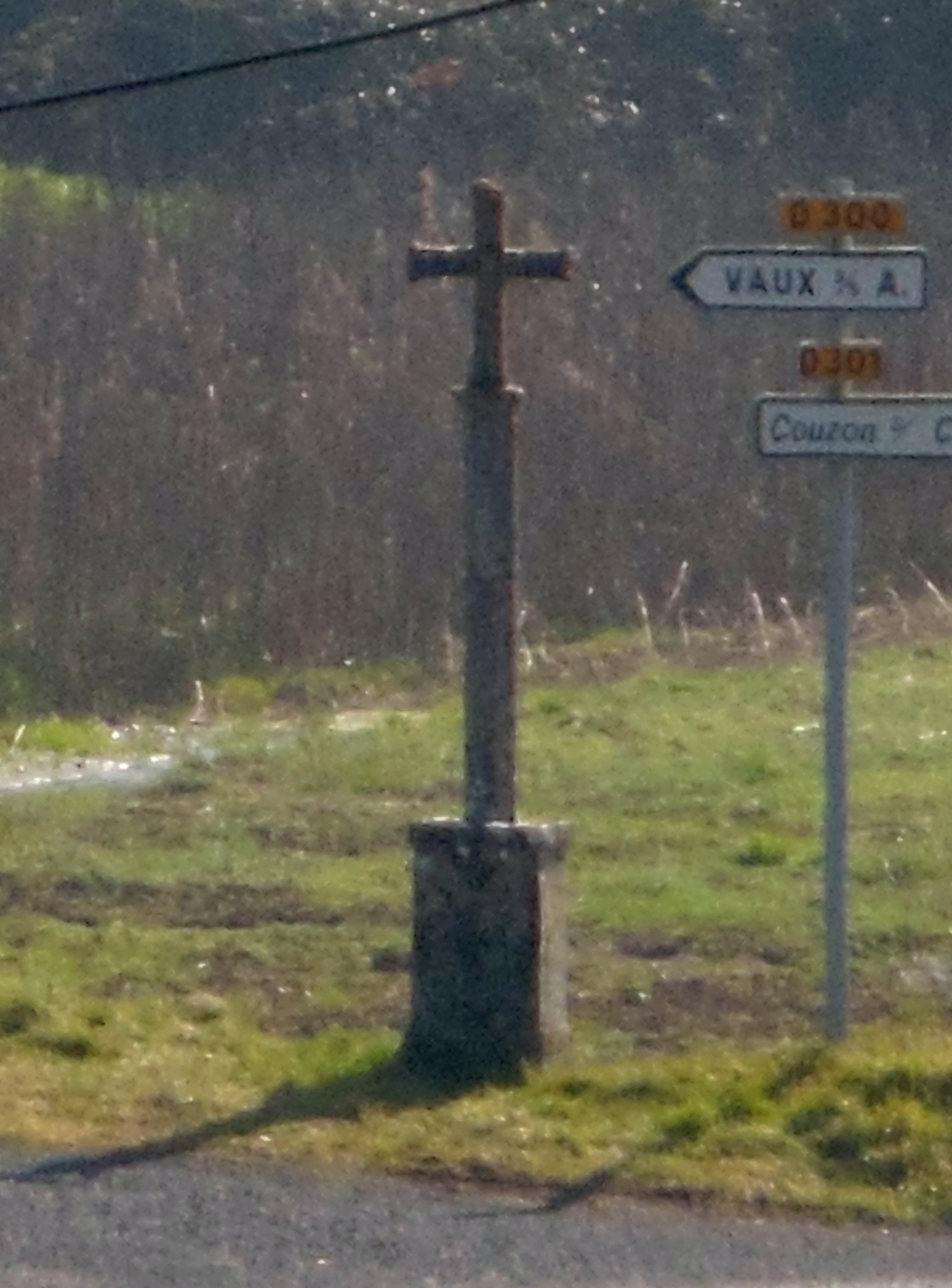
Croix (rue Princey).
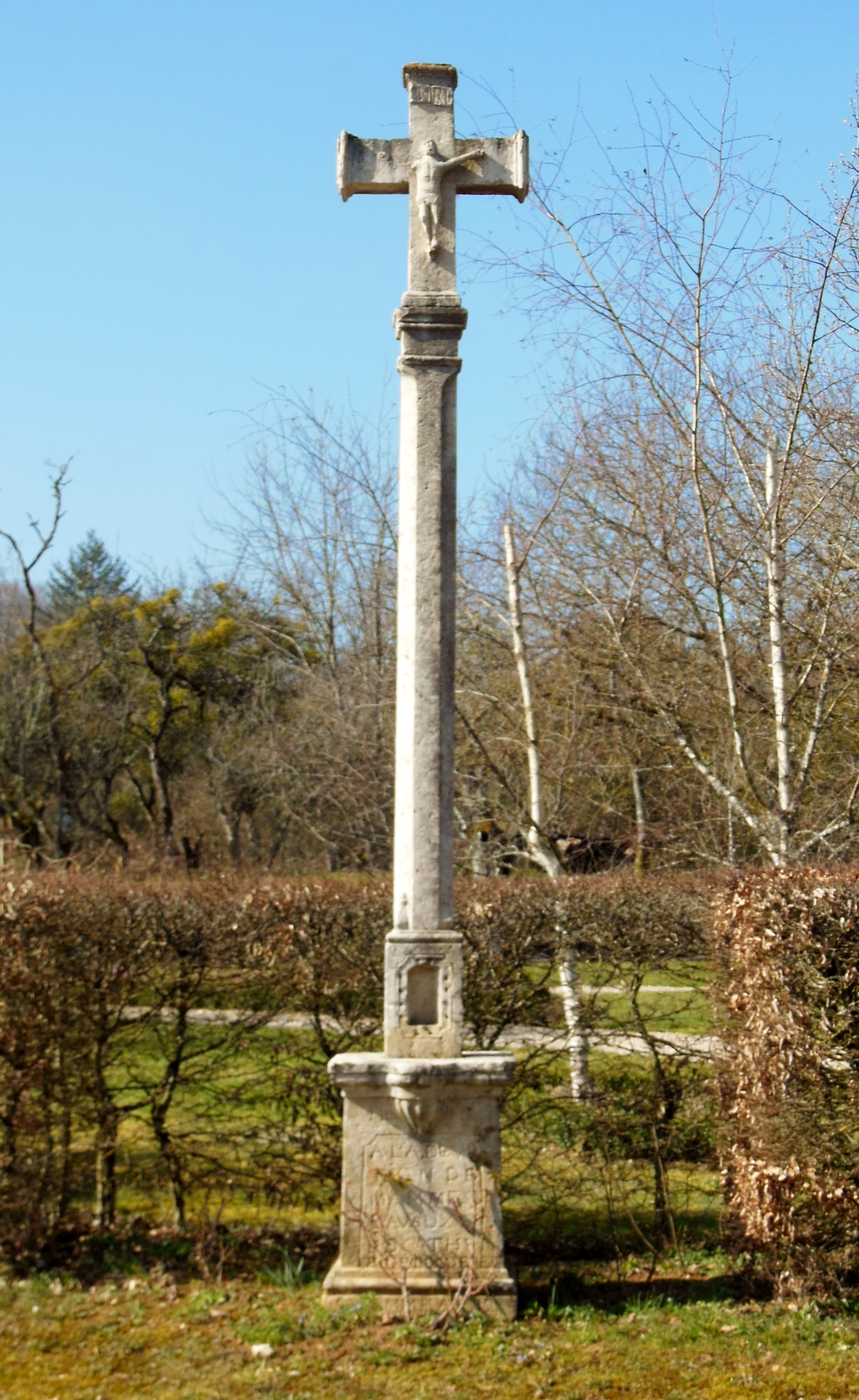
Croix (rue Neuve).
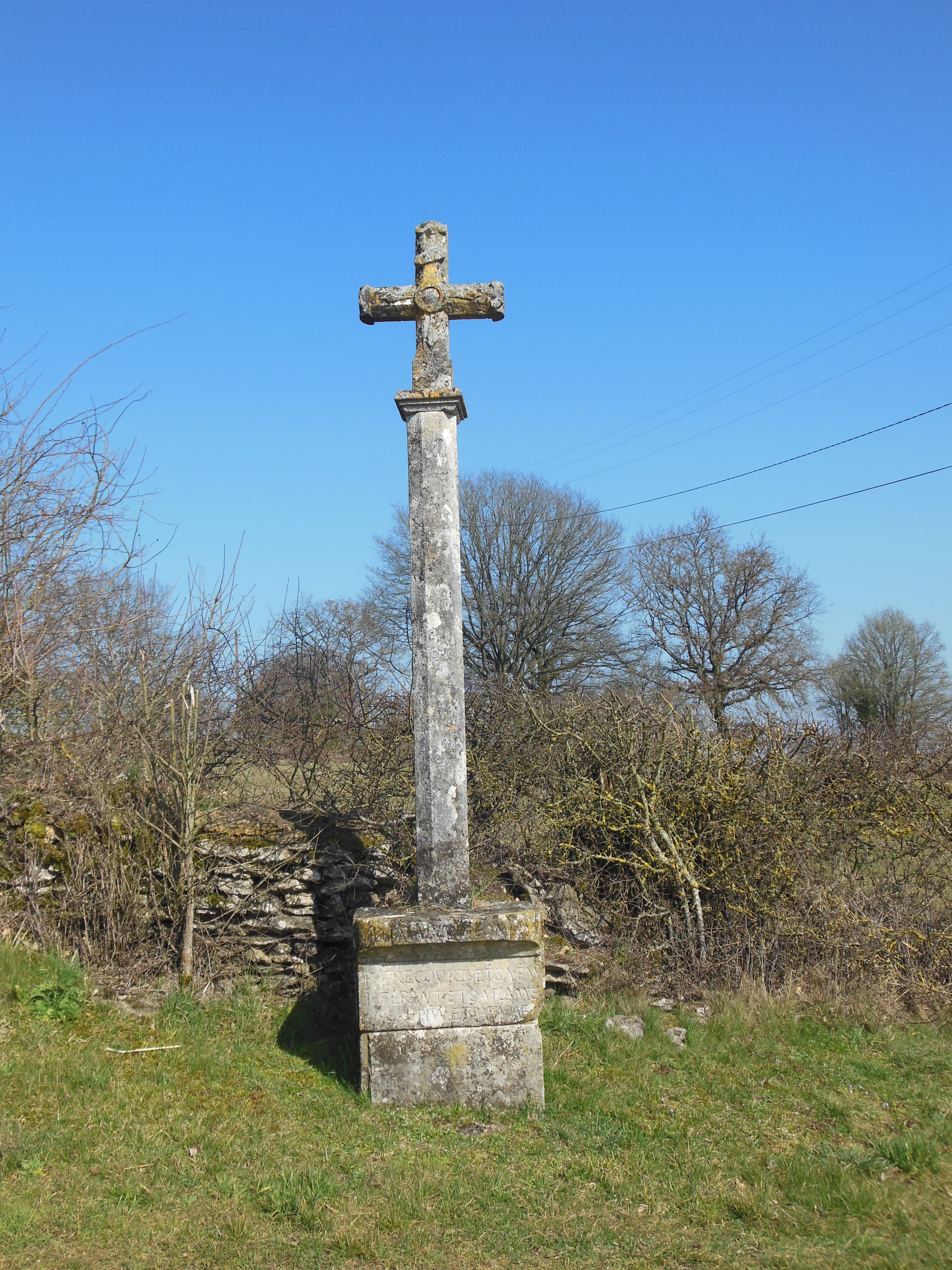
Croix (Pressant).
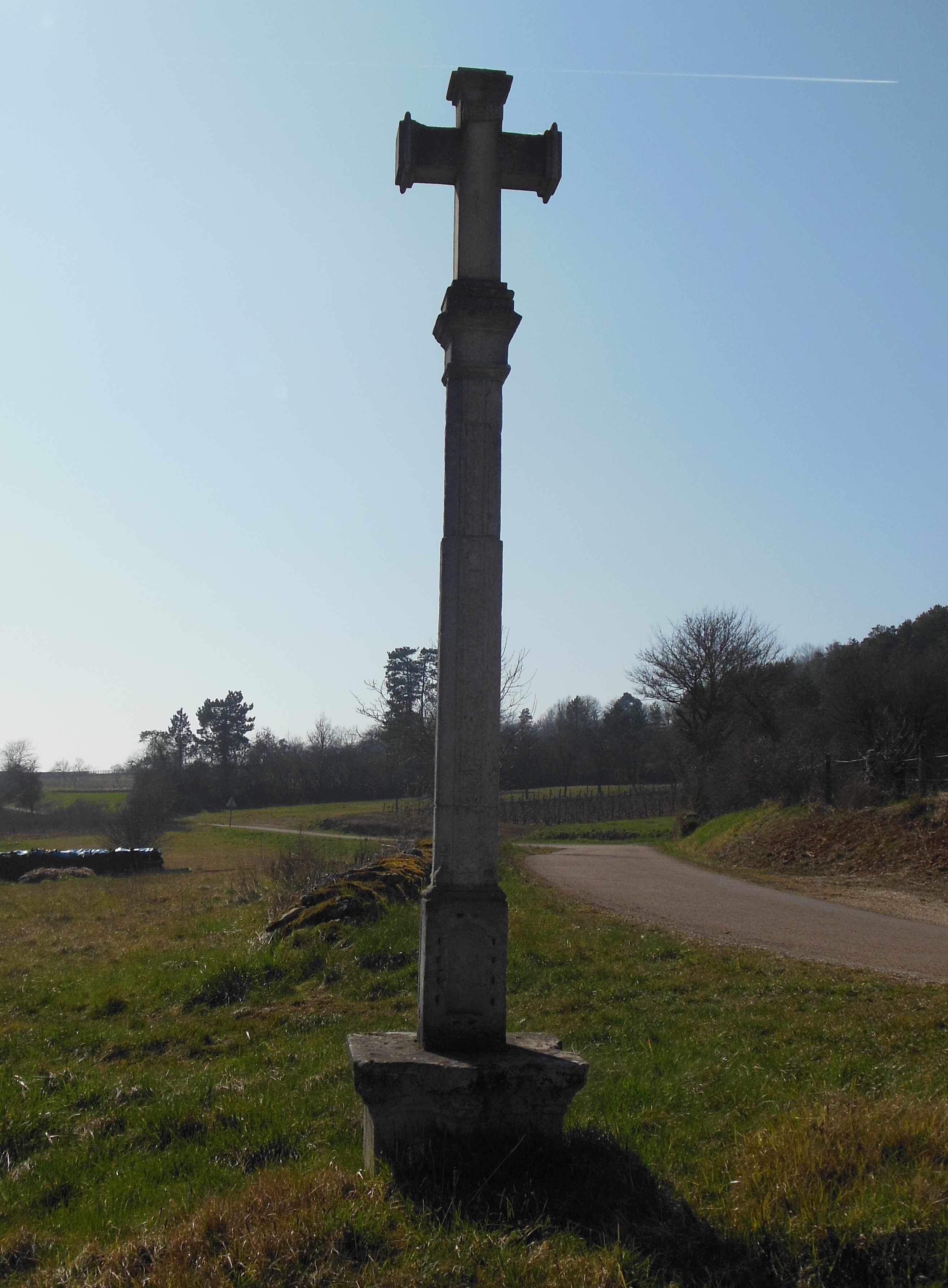
Croix (route de Selongey).
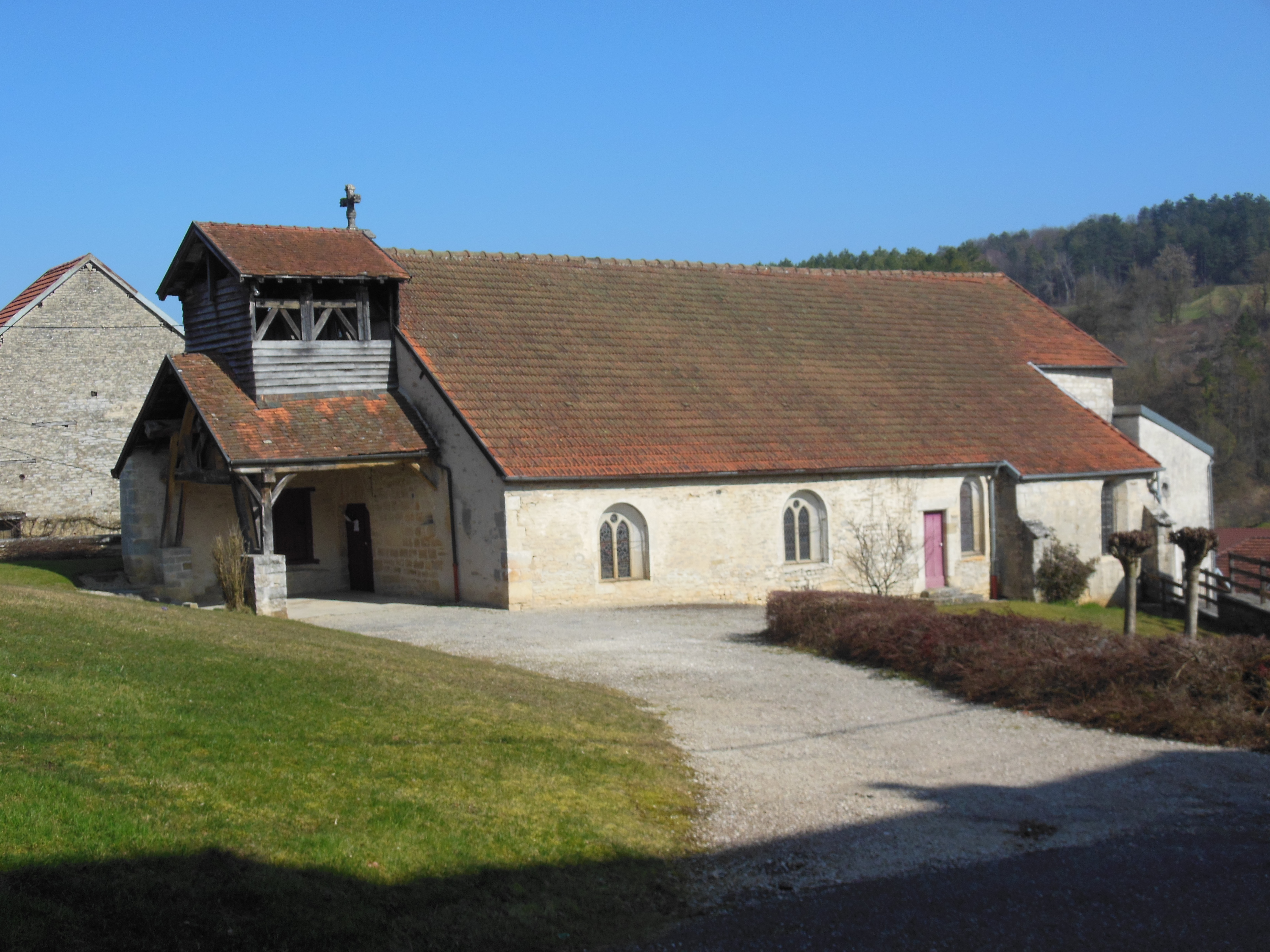
Église Saint-Mammès.
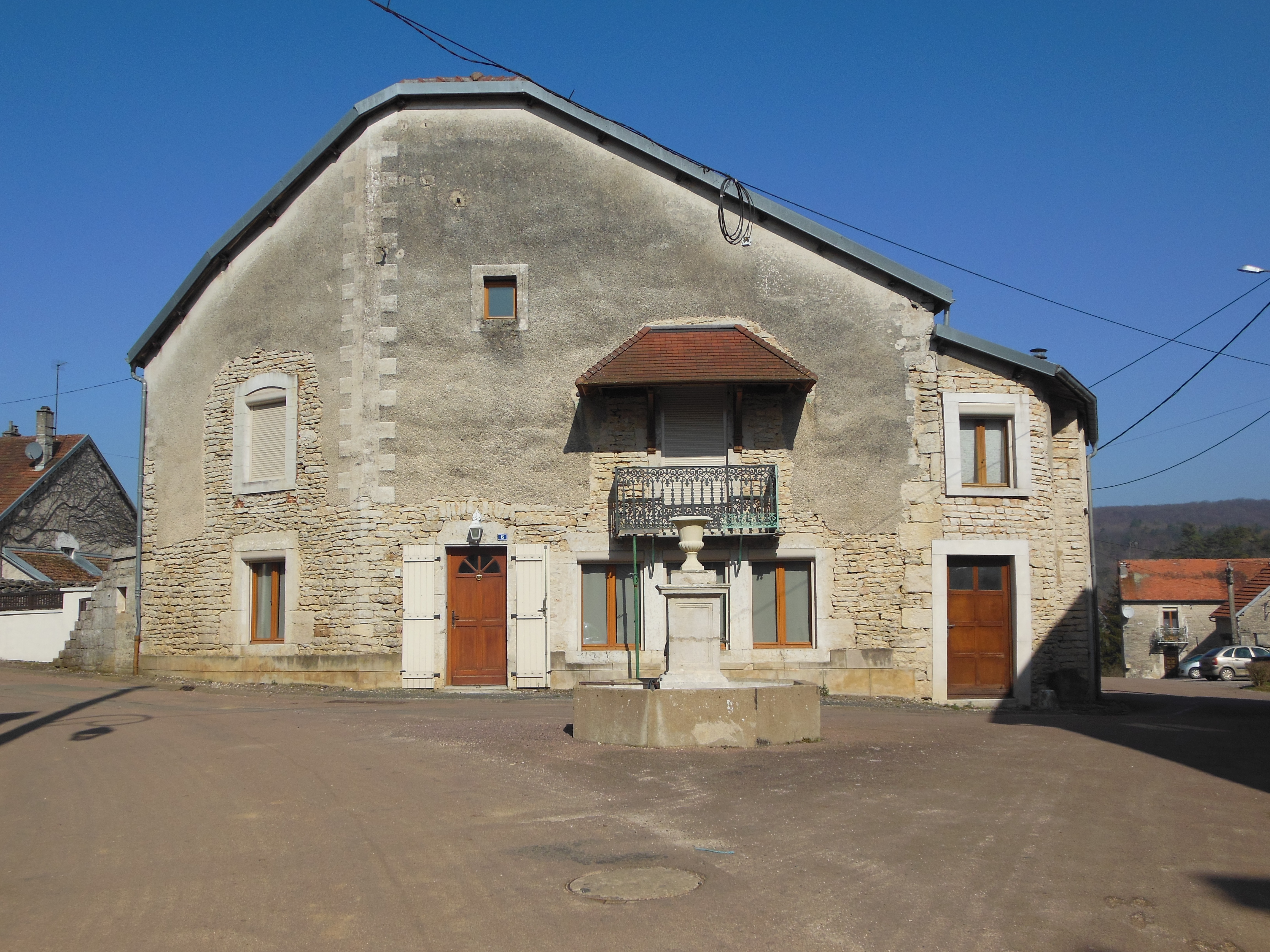
Fontaine (rue des Charrières).
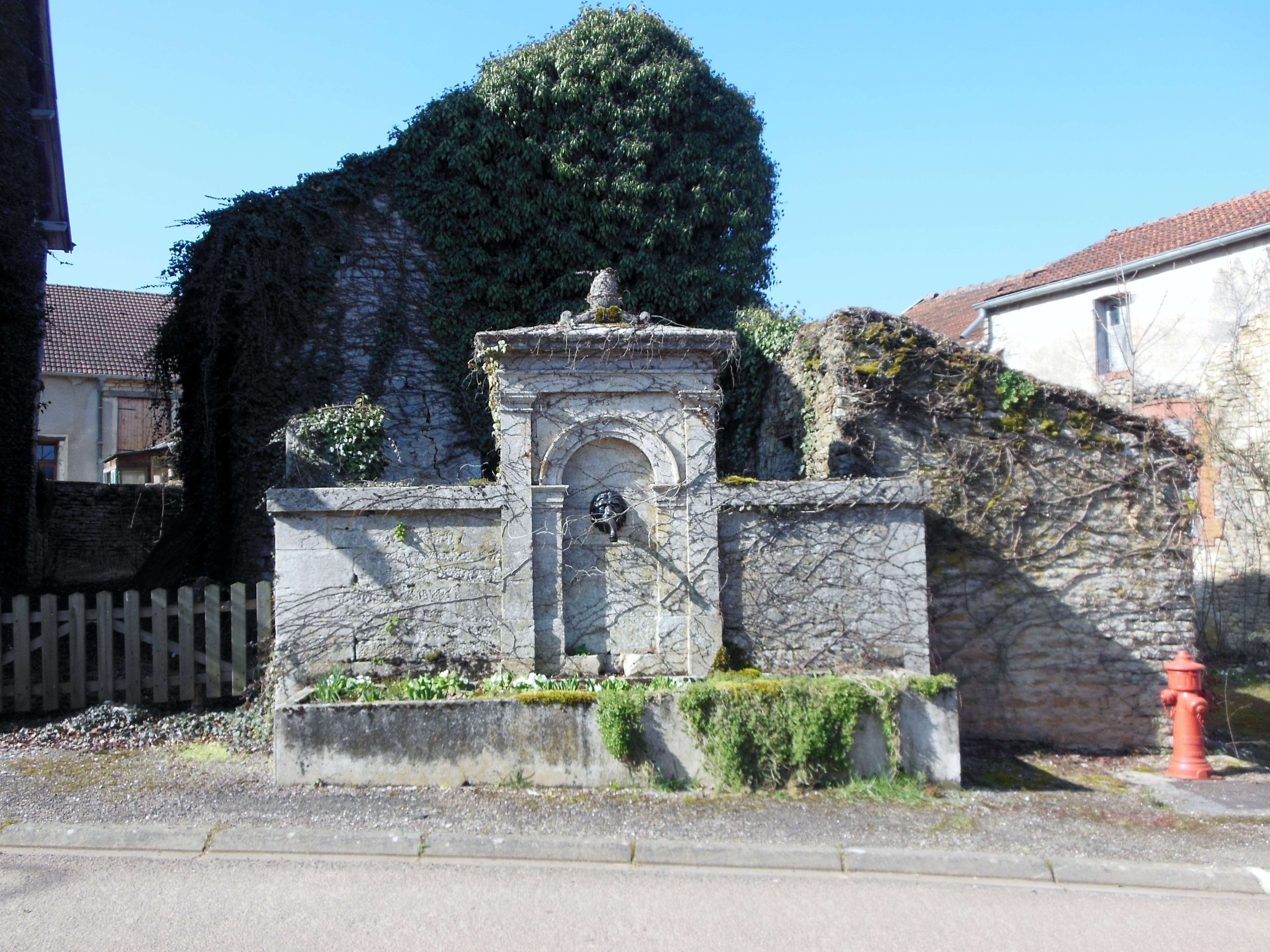
Fontaine (rue Neuve).
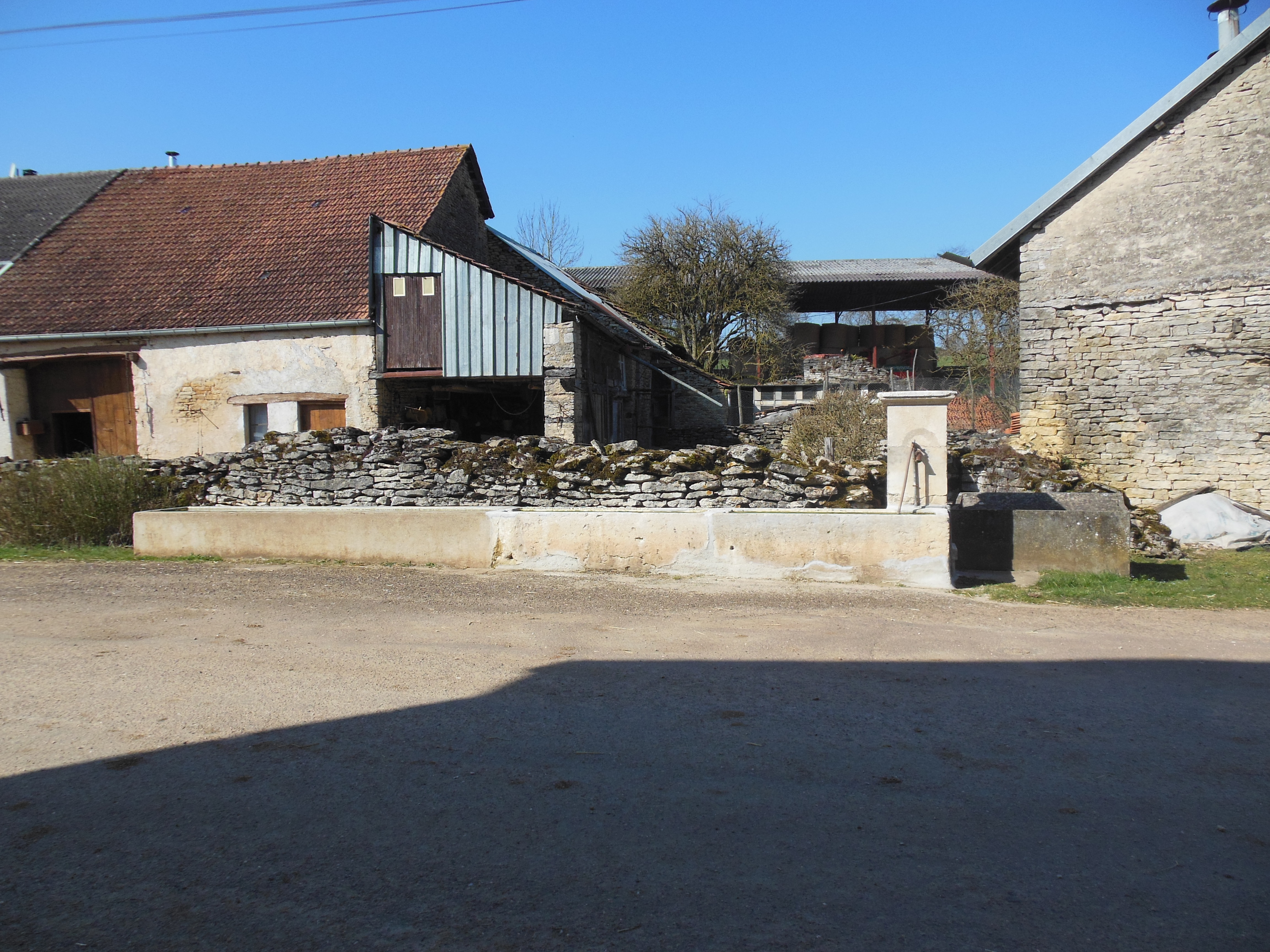
Fontaine (Pressant).
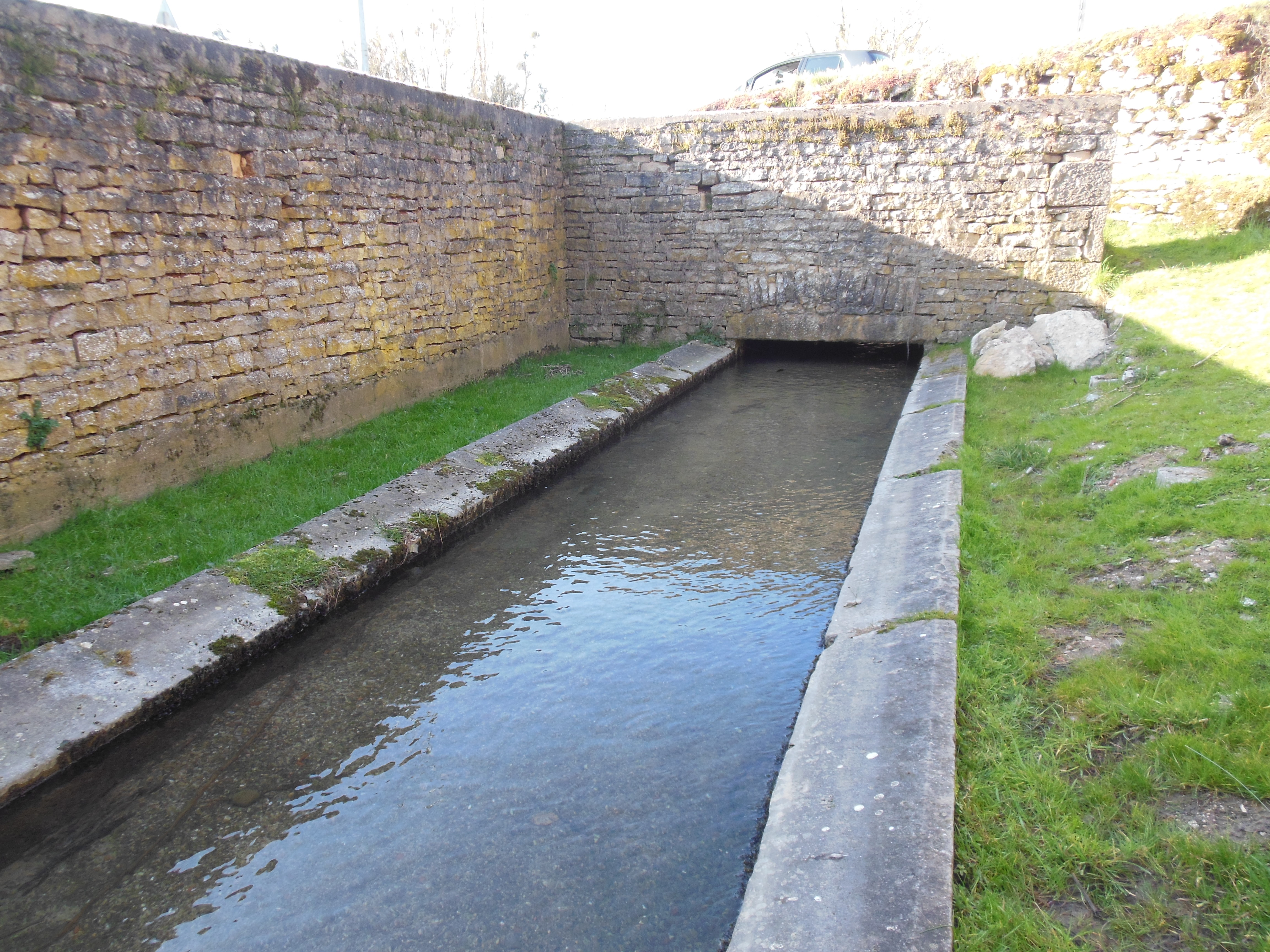
Lavoir.
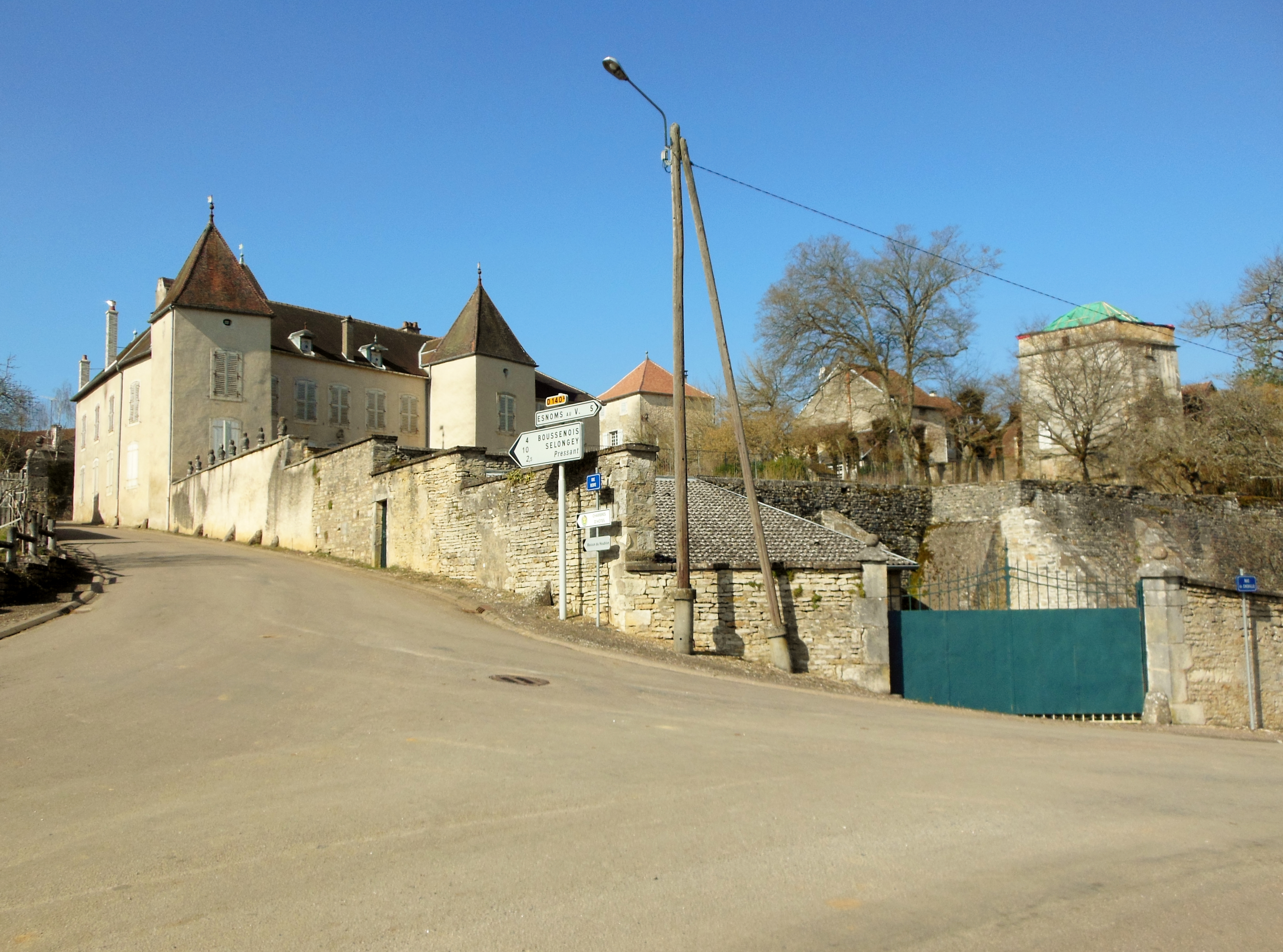
Maison-forte.
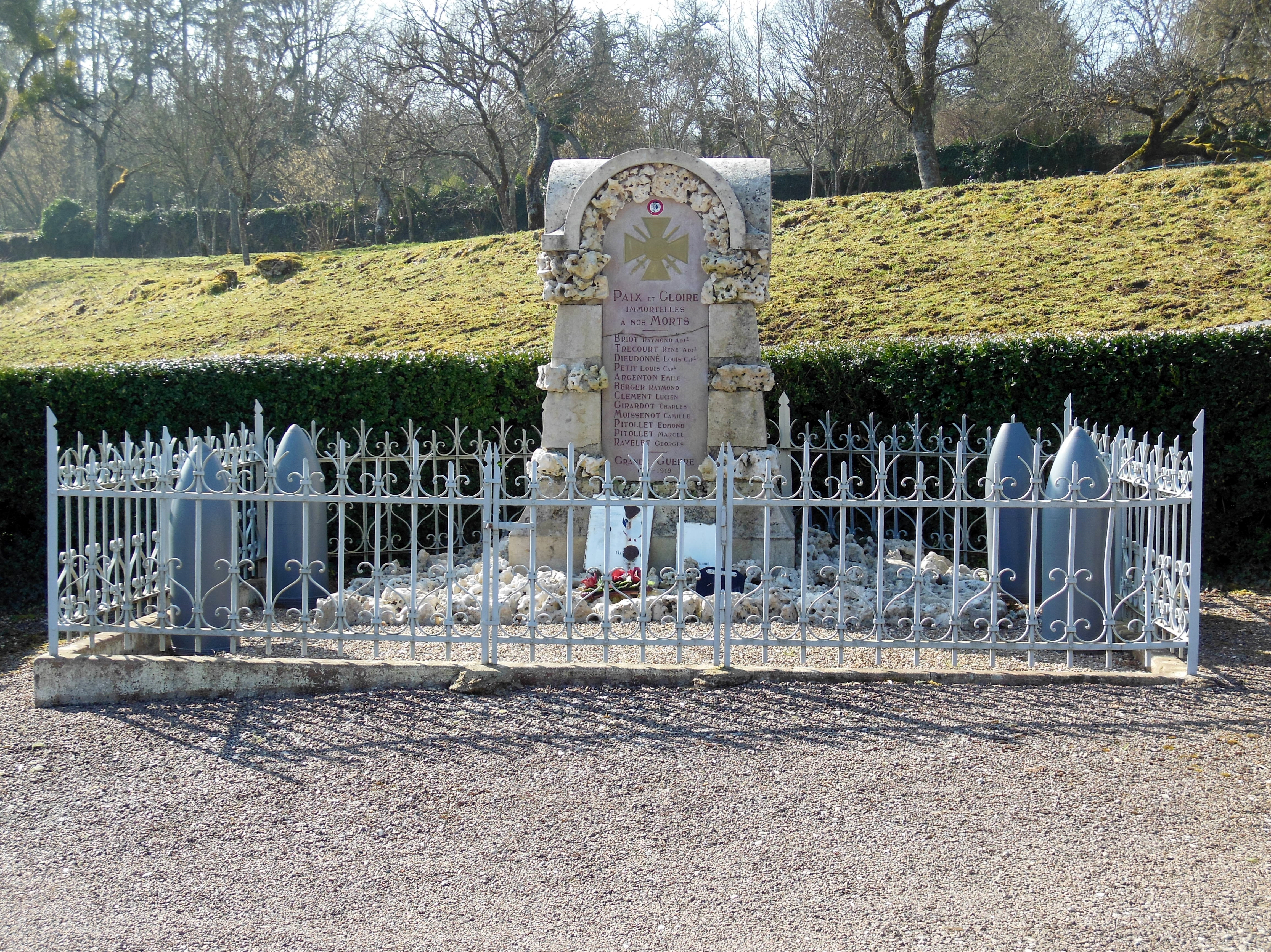
Monument aux morts.
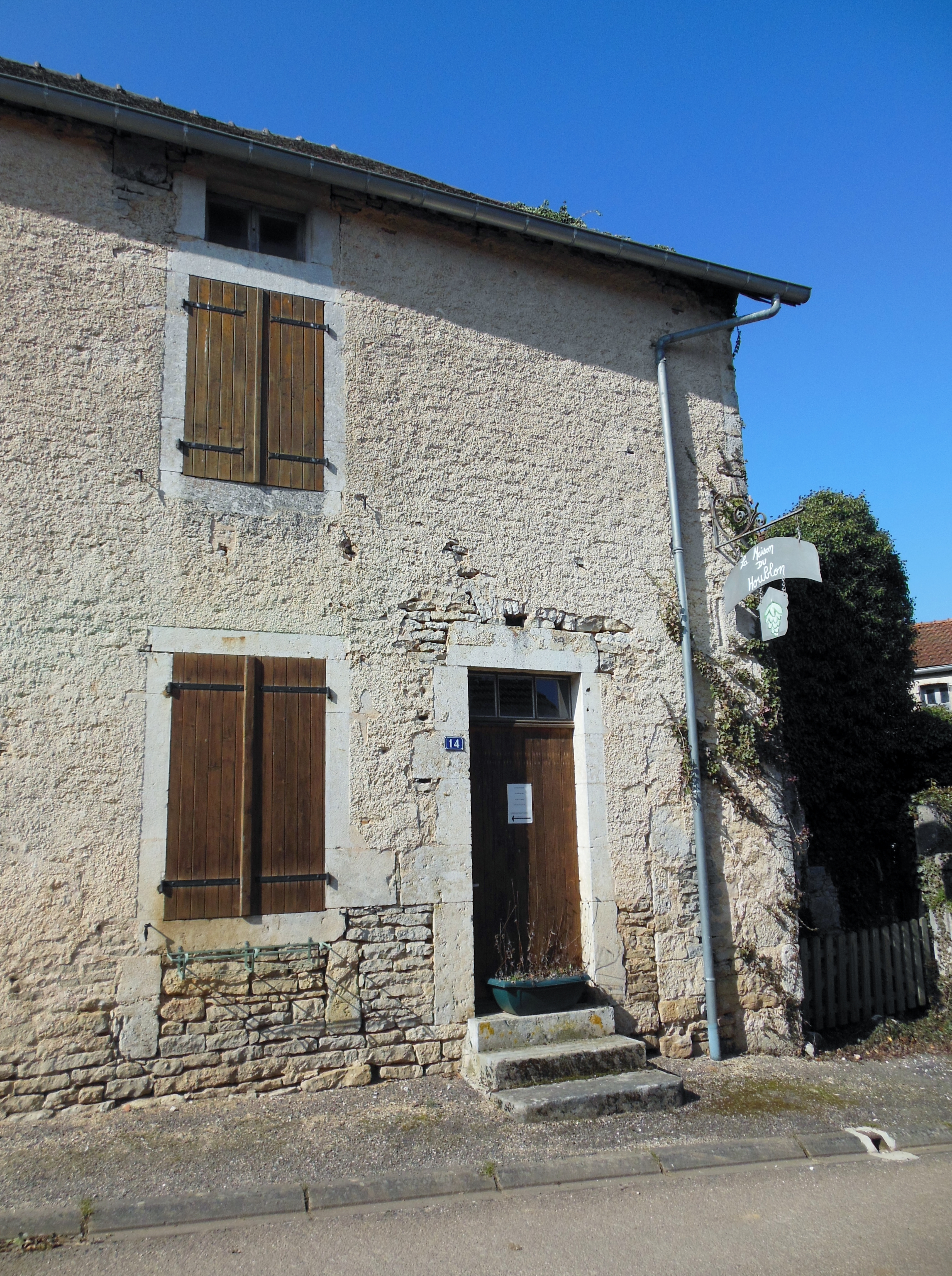
Maison du houblon.

- Croix de cimetière (XVe siècle), classée au titre des monuments historiques par arrêté du 9 juillet 1909[22] ;
- Croix ;
- Église Saint-Mammès (XIIe siècle et XIXe siècle)[15] ;
- Fontaines ;
- Lavoir ;
- Maisons et fermes anciennes ;
- Maison forte (XVIe siècle et XVIIe siècle), partiellement inscrit au titre des monuments historiques par arrêtés du 5 mai 1972 et du 12 mai 1989[23] ;
- Monument aux morts ;
- Musée du Houblon (2005), ouvert les jeudi et les samedi, de juin à septembre[18] ;
- Nécropole mérovingienne[24].

## Personnalités liées à la commune
{{..}}